# PCX
PCX (de PiCture eXchange) es un formato de imagen digital que usa la forma simple de la codificación run-length (un tipo de compresión sin pérdidas).
PCX fue desarrollado por ZSoft Corporation en Marietta, Georgia (Estados Unidos). Fue el formato nativo del programa PC Paintbrush, uno de los primeros programas de gráficos populares que funcionaban bajo DOS en los primeros PCs. Su popularidad también se debe a que era uno de los formatos utilizados por el Deluxe Paint, junto con el ILBM.

## Estructura del PCX

### Estructura general
| Cabecera (128 Bytes)                |
| Imagen bruta                        |
| Paleta (opcional, sólo 256 colores) |

### Cabecera
| Posición | Bytes | Significado |
| -------- | ----- | --- |
| 0        | 1     | Identificación: Debe ser 10 (0AH) = archivo PCX |
| 1        | 1     | Versión del fichero PCX: 0 = Versión 2.5 2 = Versión 2.8 con Paleta 3 = Versión 2.8 paleta por defecto 4 = Paintbrush para Windows 5 = Version 3.0 o superior |
| 2        | 1     | Codificación Debe ser 1 = RLE |
| 3        | 1     | Bits por Pixel 1 - Monocromo 4 - 16 colores 8 - 256 colores 24 - 16.7 millones de colores o truecolor                                                         |
| 4        | 8     | Coordenadas de imagen Xmin, Ymin, Xmax, Ymax (el ancho será Xmax-Xmin+1 y el alto será Ymax-Ymin+1)                                                           |
| 12       | 2     | Resolución horizontal en ppp (puntos por pulgada) |
| 14       | 2     | Resolución vertical en ppp (puntos por pulgada) |
| 16       | 48    | Mapa de colores con la definición de la paleta, si es una imagen de 16 colores o menos. Organizado en campos bytes de 16*3                                    |
| 64       | 1     | Reservado |
| 65       | 1     | Cantidad de planos, max. 4 |
| 66       | 2     | Bytes por línea de imagen (el ancho de la imagen en bytes) |
| 68       | 2     | Información de la paleta 1 = color 2 = Escala de grises |
| 70       | 2     | Anchura del dispositivo en pixeles (a partir de Paintbrush IV)                                                                                                |
| 72       | 2     | Altura del dispositivo en píxeles (a partir de Paintbrush IV)                                                                                                 |
| 74       | 54    | Bytes de relleno (hasta completar los 128 bytes). |